# Gerhard von Tiesenhausen
Gerhard Diedrich Jakob von Tiesenhausen (en letó: Gerhards fon Tīzenhauzens) (Tartu, 26 de març de 1868 - Tiraspol, 26 d'octubre de 1917) fou un arquitecte modernista livonià. Forma part de la família Tiesenhausens, sent el pare del militar Hans-Dietrich von Tiesenhausen.